# 23rd Virginia Infantry
Vingt-troisième régiment d'infanterie de volontaires de Virginie
Le 23rd Virginia Volunteer Infantry Regiment (vingt-troisième régiment d'infanterie des volontaires de Virginie) est un régiment d'infanterie levé en Virginie pour servir dans l'armée des États confédérés pendant la guerre de Sécession. Il combat la plupart du temps avec l'armée de Virginie du Nord.

## Organisation
Le 23rd Virginia termine son organisation en mai 1861. Ses membres sont recrutés à Richmond et dans les comtés de Louisa, Amelia, Halifax, Goochland, Prince Edward, et Charlotte.

## Service
La 23rd Virginia Infantry prend part à la bataille de Rich Mountain le 11 juillet 1861(p65),. Ce régiment participe à la campagne de Cheat Mountain de Lee, prend part à l'action à Greenbrier River, et participe aux opérations de la vallée de Jackson. 
Dans le rapport de la bataille de Cedar Mountain, le colonel Alexander G. Taliaferro mentionne qu'il fait reculer le regiment après le recul désorganisé des 47th, 48th Alabama Infantry et 37th Virginia Infantry. Après avoir regroupé les troupes, les régiments parviennent à repousser les troupes de l'Union. Le soldat John Booker de la compagnie I du régiment amène au colonel Taliaferro le brigadier général Henry Prince(p40-41).
Plus tard, il est affecté à la brigade de Taliaferro, de Colston, de Steuart, et de W. Terry de l'armée de Virginie du Nord. L'unité est impliquée dans les campagnes de l'armée, de la bataille des sept jours jusqu'à celle de Cold Harbor. 
Le 2 juillet 1863 lors de la bataille de Gettysburg, le régiment se trouve à Culp's Hill avec les 37th Virginia Infantry, 10th Virginia Infantry, 1st Maryland Battalion et le 3rd North Carolina Infantry. Il fait face aux troupes de l'Union qui se sont retranchées pendant l'attente du signal de l'assaut des troupes confédérées. Cinquante hommes du 23rd Virginia arrivent les premiers au contact des troupes de l'Union. Le régiment parvient à déloger le 137th New York Infantry de leurs parapets(p553-555).
Puis le régiment se déplace avec Early dans la vallée de la Shenandoah et termine la guerre à Appomattox.

## Pertes
Il rend compte de 28 victimes à Carrick's Ford, de 4 à Laurel Hill, de 49 à la première bataille de Kernstown, et 41 à McDowell. 
Durant le mois de mai 1862, il contient 600 hommes présents, et perd 5 tués et 27 blessés à Cedar Mountain(p41),, a 1 tué et 13 blessés à la seconde bataille de Bull Run, et fait état de 10 tués, 70 blessés et 2 disparus à Chancellorsville. 
Sur les 251 hommes engagés à Gettysburg, sept pour cent sont mis hors de combat. Il se rend avec 8 officiers et 49 hommes.

## Commandement
Les officiers supérieurs sont les colonels Alexander G. Taliaferro et William B. Taliaferro; les lieutenants-colonels Clayton G. Coleman, Jr, James H. Crenshaw, George W. Curtis, John P. Fitzgerald, et Simeon T. Walton ; et les commandants J. D. Camden, Joseph H. Pendleton, Andrew J. Richardson, et Andrew V. Scott.